# ハサン・ナスララ
- ハサン・ナスララ[1][2]
- ハサン・ナスラッラー[3][4]
- ハサン・ナスルッラーフ[5]

ハサン・ナスララ (アラビア語：حسن نصر الله 、一般的英字表記：Hassan Nasrallah、生没年：1960年8月31日 - 2024年9月27日）は、レバノンのシーア派イスラーム主義組織、ヒズボラ（ヒズブッラー、ヒズバッラー）の3代目書記長であり、レバノン南部に多いシーア派信徒らの指導者的存在だった。

## 名前
アラビア語表記：حَسَنٌ نَصْرُ اللهِ
簡易文語アラビア語発音：Ḥasan Naṣru-llāh（ハサン・ナスルッラーフ）
口語寄り簡易文語アラビア語発音：Ḥasan Naṣru-llā（ハサン・ナスルッラー）
口語アラビア語発音（1）：Ḥasan Naṣra-llā（ハサン・ナスラッラー）
口語アラビア語発音（2）：Ḥasan Naṣra-lla（ハサン・ナスラッラ）
アラブ諸国のメディアでは口語発音のハサン・ナスラッラーと読まれることが大勢的だが、その文語/口語度合いや地域の方言によっても差異がある。
また日本のメディアや書籍ではハサンの誤読由来で日本における慣例表記の一つであるハッサンと現地発音ナスラッラ(ー)を多少変更した慣例表記を組み合わせたハッサン・ナスララが多く、他にもハサン部分がアラビア語発音通りのハサン・ナスララが用いられるなどしている。
中東・アラブ関連の学術的記事ではハサン・ナスルッラーとのカタカナ表記が一般的だが、研究者によってはアラビア語口語発音通りのハサン・ナスラッラーを用いている場合もある。

### ファーストネーム
ハサンがファーストネーム。非学術的一般ラテン文字表記についてはHasanではなくフランス語読みによるsの濁点化を防ぐ当て字Hassanが多用されている。
英字表記（ラテン文字表記）がHassanであることから、原語アラビア語ではハッサンとは発音されないにもかかわらず、日本語カタカナ表記でハッサンと書かれる原因となっている。

### ファミリーネーム
ナスララ（ナスラッラー）がラストネームで家名（ファミリーネーム）。アラブ諸国のメディアではハサン・ナスララという文語アラビア語発音をすることはまれで、通常はハサン・ナスラッラーという口語発音で読まれる。
ラストネーム部分は文語アラビア語と口語アラビア語とで発音が異なり表記揺れがあるが、日本メディア等におけるカタカナ表記ではこのうち口語（現地方言）発音に即したナスラッラー、ないしは組織名ヒズブッラーフ、ヒズブッラーが長母音や促音「ッ」を省いたヒズボラ等と記載されるのと同様に長母音や促音「ッ」を省いたナスララと表記されることも依然として多い。
なお彼に忠誠を誓う支持者たちによるシュプレヒコール「ナスルッラーフよ、あなたの仰せのままに」（لبيك يا نصر الله, 文語アラビア語発音：labbayk yā Naṣra-llāh, ラッバイカ・ヤー・ナスラ・ッラー）では現地口語発音として「ラッバイカ・ヤー・ナスルッラー」（口語的アラビア語表記：لبيك يا نصرالله）となっていることが多い。

### 敬称
さらにこれらを並べたフルネームの前に預言者ムハンマドの子孫であることを示す敬称サイイド（アラビア語ではالسيد, al-Sayyid, アッ＝サイイド）がつき、英字表記でSayyedと書かれるなどする。
日本語記事ではこの部分を「師」と表現。ナスラッラー師、ナスルッラー師、ナスララ師などと表現されている。

## 生涯
1960年8月31日、ベイルートの東のブルジュ・ハンムード（برج حمود, 転写：Burj Ḥammūd, 自治体公式英字表記：Bourj Hammoud）村においてナスラッラー家の10人きょうだいの9番目として誕生。仕事を求め移住した父親に伴い転居し、首都ベイルートにて育った。
1975年に勃発したレバノン内戦のためベイルートでの生活が難しくなり、ハサンが15歳の時に一家は父の故郷であるアル＝バーズーリーヤ（البازورية, al-Bāzūrīyah ないしは al-Bāzūrīya）へと疎開。
地元の公立男子校で学んだ後、シーア派住民により構成された世俗的政党・民兵組織アマルに加入した。
モスクで導師を務めていた宗教者の仲介を通じ、シーア派聖地かつシーア派宗教学の中心地であるイラクのナジャフへ留学。シーア派教育機関であるハウザにてイスラーム教育を受けた。同地ではヒズボラ設立に関わることとなる人物に知り合うなどし、この留学生活が後のヒズボラ加入の原点となった。
1979年にレバノンに帰国。バールベック（バアルベック）にあったシーア派教育機関ハウザに転校し、イスラーム教育を引き続き受けた。
アマルのメンバーとしての活動も続け、ベカー地区代表を経て組織中枢の政治部門の一員となった。1982年に起こったイスラエルのレバノン侵攻を期にアマル内部で分裂が発生。新たに誕生したヒズボラに合流することとなった。（当時22歳。）
軍事部門設立担当、ベイルート地域責任者、諮問委員会の職を経て1989年イランのゴムに渡航。宗教教育を受けた後、レバノンの情勢悪化を受けて1991年に帰国。
前任者の空爆死に伴い、1992年にヒズボラの第3代書記長となった。
直近ではサウス・ベイルート在住とされていた。
2024年9月28日、イスラエル軍がナスララを空爆で殺害したと発表。同日、ヒズボラもナスララの死亡を確認した。2023年パレスチナ・イスラエル戦争の21日間の停戦に同意した数日後であった。
ハサン・ナスララの死について、イランの最高指導者アリー・ハーメネイーは全国で5日間の服喪期間を設けることとイスラエルへ打撃を行うことを表明。イラクのシーア派指導者ムクタダー・アッ＝サドルはナスララを「抵抗の道をともにした仲間」と呼び3日間の服喪を発表した。一方、アメリカ合衆国のジョー・バイデン大統領は、イスラエル軍がナスララに「裁き」を下したと評価した。
2025年2月23日にはベイルートで葬儀が執り行われ、ヒズボラ筋によれば約80万人が参列したとも報じられている。

## 家族
- 父アブドゥルカリームはレバノン南部のスール（ティール）市近郊の村アル＝バーズーリーヤ（البازورية, al-Bāzūrīyah ないしは al-Bāzūrīya）出身[12]。

- 妻はファーティマ・ヤースィーン。子供は5人。うち男子は4人でムハンマド・ハーディー、ムハンマド・ジャワード、ムハンマド・アリー、ムハンマド・マフディー。女子は1人でザイナブ[21]。

- 1997年、ヒズボラにおいて軍事活動に従事していた長男のムハンマド・ハーディーは、レバノン南部のジャバル・アッ＝ラフィーウ（جبل الرفيع, 転写：Jabal al-Rafīʿ, 英語記事での表記例：Jabal al-Rafei）でイスラエル国防軍により殺害された[22][23]。

### スピーチ・インタビュー
- Interview with Al-Jazeera on July 20, 2006
- Speech on August 8, 2006
- Speech on August 3, 2006
- Speech on July 31, 2006
- Speech on July 14, 2006
- Speech on March 8, 2005
- 「ヒズブッラーのレジスタンス思想――ハサン・ナスルッラー『勝利演説』」『イスラーム世界研究』1-1号 (PDF) （2007年）

| 党職                                | 党職                                  | 党職                    |
| ----------------------------------- | ------------------------------------- | ----------------------- |
| 先代 アッバース・アル＝ムーサーウィ | ヒズボラの書記長 第3代：1992 - 2024年 | 次代 ナイーム・カーセム |